# Playa del Gaiterillo
La playa del Gaiterillo está situada en el municipio español de Albuñol, en la provincia de Granada, comunidad autónoma de Andalucía.